# پلنگرد
پلنگرد، روستایی از توابع بخش مرکزی شهرستان حمیل در استان کرمانشاه ایران است.

## جمعیت
این روستا در دهستان نبوت قرار دارد و براساس سرشماری مرکز آمار ایران در سال ۱۳۸۵، جمعیت آن ۴۳۹ نفر (۷۸خانوار) بوده‌است.